# Odvar Nordli
Odvar Nordli (Stange; 3 de noviembre de 1927-9 de enero de 2018) fue un político noruego, miembro del Partido Laborista. Ocupó el cargo de primer ministro de Noruega desde 1976 hasta 1981.

## Biografía
Odvar Nordli nació en Stange en 1927. Miembro del Partido Laborista Noruego, en 1961 fue elegido miembro del Parlamento noruego Storting, siendo reelecto en cinco ocasiones. En 1971 fue nombrado ministro del Interior, cargo que desempeñó hasta 1972. Fue primer ministro de Noruega durante el período de 1976 a 1981.
Fue miembro del Comité noruego del Premio Nobel de 1985 a 1993.